# Prosody
Prosody est un serveur XMPP libre pour les systèmes type Unix. Ce logiciel, écrit en Lua, est un serveur de messagerie instantanée qui implémente le protocole de communication XMPP. Ses vocations sont d'être faible consommateur de ressources, facile à utiliser et modulaire.

## Fonctionnalités
Prosody supporte les fonctionnalités XMPP suivantes, :
- Signets/marque-pages
- Avatars basés sur IQ, créés par l'utilisateur ou basés sur des Vcard
- Stockage XML privé
- Salons de discussions
- Livraison différée des messages
- Transferts de fichiers
- Informations sur l'utilisateur : géolocalisation, humeur, activité
- Invisibilité
- flux bidirectionnels sur HTTP (BOSH)
- Compression des flux
- authentification client à client via TLS
- Jingle
- Microblogging over XMPP
- Gestion, contrôle et récupération des capteurs d'objets connectés
- Modulaire